# Велика Окружна дорога (Київ)

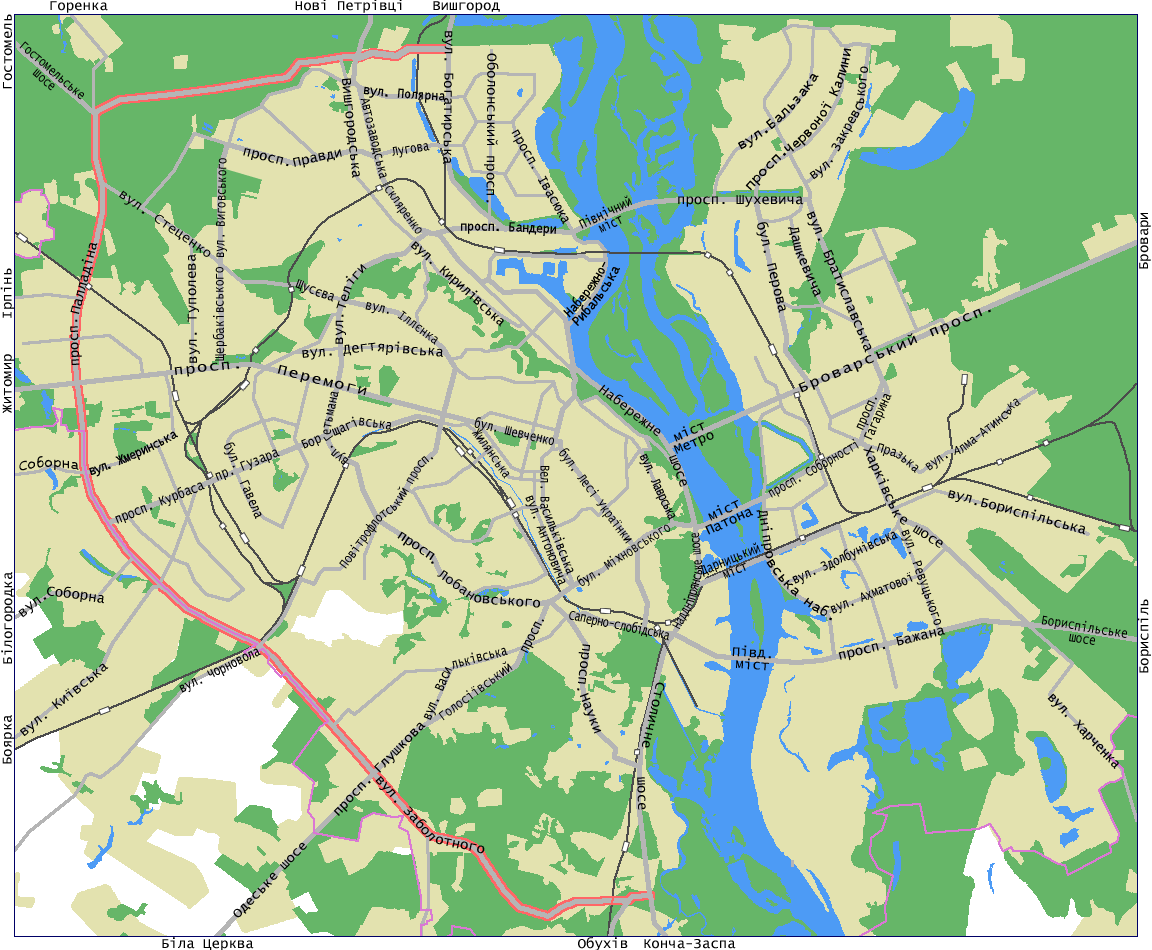
Велика Окружна дорога

Вели́ка Окружна́ доро́га — автомобільна магістраль в Києві, кільцева автомобільна дорога, що проходить західним кордоном міста, більшою частиною поза межами міської забудови. Об'єднує Дніпропетровський, Одеський, Житомирський, Гостомельський та Вишгородський напрямки.

## Траса Великої Окружної дороги Києва
Починаючи від транспортної розвязки зі Столичним шосе, за годинниковою стрілкою:
- вулиця Академіка Заболотного, проходить біля житлового масиву Теремки-І. Прокладена в 1960-х роках;
- Кільцева дорога — біля житлових масивів Теремки-ІІ, Південна Борщагівка, Микільська Борщагівка. Прокладена в 1960-х роках;
- проспект Академіка Палладіна (кол. Трамвайна вулиця, 4-та просіка, Новобіличанская вулиця) — поблизу житлових масивів Новобіличі, Біличі, Академмістечко. Прокладений на початку XX століття, перепланований в 1970-х роках;
- Міська вулиця, прокладена в 1960-х роках;
- Велика Кільцева дорога — ділянка магістралі через Пуща-Водицький ліс від перетину Міської вулиці з Гостомельським шосе до Оболонського проспекту[1]. 
  - Ділянка від Міської вулиці до Литовського проспекту прокладена з 1999 по 2005 рік
  - До  Вулиці Сім'ї Кульженків прокладена в 2019
  - До Богатирської вулиці прокладена в 2021
  - До Оболонського проспекту прокладена в 2023. Надалі будівництво зупинене, планується будівництво тунелю під Дніпром який сполучить Оболонь з Троєщиною

## Історія будівництва
Окремі ділянки Великої Окружної дороги були прокладені ще на початку XX століття (Церковна вулиця на території Святошинських дач від північної межі Святошинського кладовища до нинішнього Берестейського проспекту, 4-та просіка в Святошині), але основні роботи щодо їх об'єднання і реконструкції в єдину трасу були проведені в 1960—70-х роках. Будівництво Великої Окружної дороги наразі не завершено, хоча й було передбачено ще Генеральним планом розвитку м. Києва у 1966 році. Дорога прокладена лише правобережною частиною міста (за винятком ділянки на Оболоні), для переходу на лівий берег Дніпра потрібно спорудження двох нових мостових переходів північніше Оболоні і на південь від Осокорків. Роботи із замикання дороги відкладені на невизначений термін.
У 2019 році добудували і відкрили для руху ділянку Великої Окружної дороги на північ від Мінського масиву ( Проспект Маршала Рокоссовського) до вулиці Сім'ї Кульженків, яку в перспективі планується продовжити від Оболоні і Вигурівщини-Троєщини. У 2021 році добудували і відкрили продовження до вулиці Богатирської з двома мостами: через залізницю в бік Вишгорода та власне через вулицю Богатирську. 
5 грудня 2023 року відкрито частину дороги від вулиці Богатирської до Оболонського проспекту. Столична влада взяла на себе зобов’язання зробити під’їзну дорогу до тунелю під річкою Дніпро, який сполучатиме лівий і правий береги і виходитиме на Троєщину. Тунель, відповідно до заяв чиновників, — це проєкт Державного агентства відновлення та розвитку інфраструктури У столичній владі обіцяють зменшення заторів на вулиці Богатирській, бо частина транспорту піде вже новою ділянкою.

## Характеристики магістралі
Дорога переважно 6- і 8-смугова. На трасі споруджено дев'ять транспортних розв'язок зі шляхопроводами через автомагістралі, залізничні та трамвайні колії. На трасі розташовано дві площі — Гостомельська та Одеська, станція метро «Академмістечко», станція швидкісного трамвая «Кільцева дорога», станція метро «Теремки» поблизу Одеської площі.